# Ron Killings
Ronnie Aaron Killings (* 19. ledna 1972 Atlanta, Georgie) je americký profesionální wrestler a rapper. Momentálně působí ve společnosti WWE v rosteru RAW. Vystupuje pod jménem R-Truth. Nějaký čas také pracoval pro Total Nonstop Action jako K-Krush a později Ron "The Truth" Killings. Stal se prvním Afroamerickým NWA World Heavyweight šampionem.

## Ve wrestlingu
- Zakončovací chvaty
  - Corkscrew scissors kick
  - Lie Detector
  - Little Jimmy / Shut Up / What's Up?
- Přezdívky
  - "The Truth"
  - "The Suntan Superman"
  - "The Conspiracy Theorist"
- Manažeři
  - Eve Torres (2008-2012)
- Theme songy
  - World Wrestling Federation / World Wrestling Entertainment / WWE
    - "Gettin' Rowdy" od Brian Gerard James a Ron Killings (WWF)
    - "Rowdy" od Ron Killings (WWF)
    - "What's Up? (Remix)" od Ron Killings (25. července 2008-23. září 2010; 15. listopadu 2010-18. dubna 2011)
    - "Right Time (To Get Crunk)" od Ron Killings (13. září 2010-15. listopadu 2010)
    - "Little Jimmy od Jim Johnston (22. srpna 2011-současnost)

  - Total Nonstop Action Wrestling / Asistencia Asesoría y Administración
    - "What's Up?" od Ron Killings (TNA)
    - "Toma" od Pitbull (AAA)
    - "He's Back" od Dale Oliver (TNA; v týmu s Adamem Jonesem)
- Dosažené tituly
- CSWF Heavyweight Championship (1krát)
- MCW Southern Heavyweight Championship (2krát)
- NWA Wildside Television Championship (1krát)
- NWA World Heavyweight Championship (2krát)
- NWA World Tag Team Championship (2krát)
- TNA World Tag Team Championship (1krát)
- Gauntlet for the Gold (2003)
- WWE 24/7 Championship (34krát)
- WWE Tag Team Championship (1krát)
- WWE United States Championship (2krát)
- WWF Hardcore Championship (2krát)
- Bragging Rights Trophy (2009)
- Slammy Award (2krát)